# Saison 12 de The Voice Belgique
La douzième saison de The Voice dans sa version belge (The Voice Belgique) sera diffusée sur La Une (RTBF) début 2026 et sera présentée par Jérémie Baise.

## Coachs et candidats

### Coachs
Les coachs de cette année sont:
- Christophe Willem : chanteur français ;
- Hoshi : chanteuse, autrice et compositrice française;
- Loïc Nottet : chanteur et compositeur, finaliste de la saison 3;
- Axelle Red : autrice-compositrice-interprète belge.

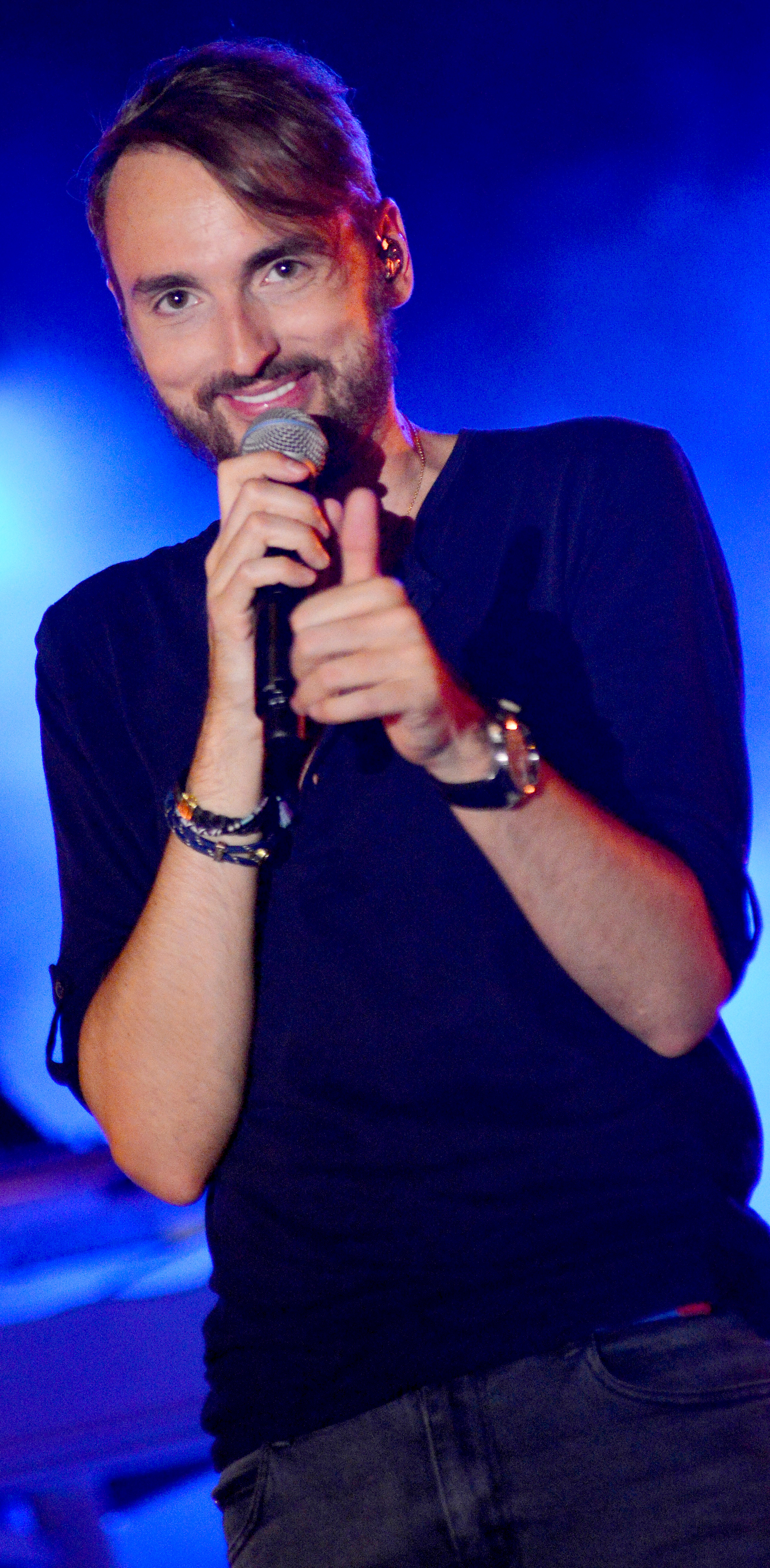
Christophe Willem
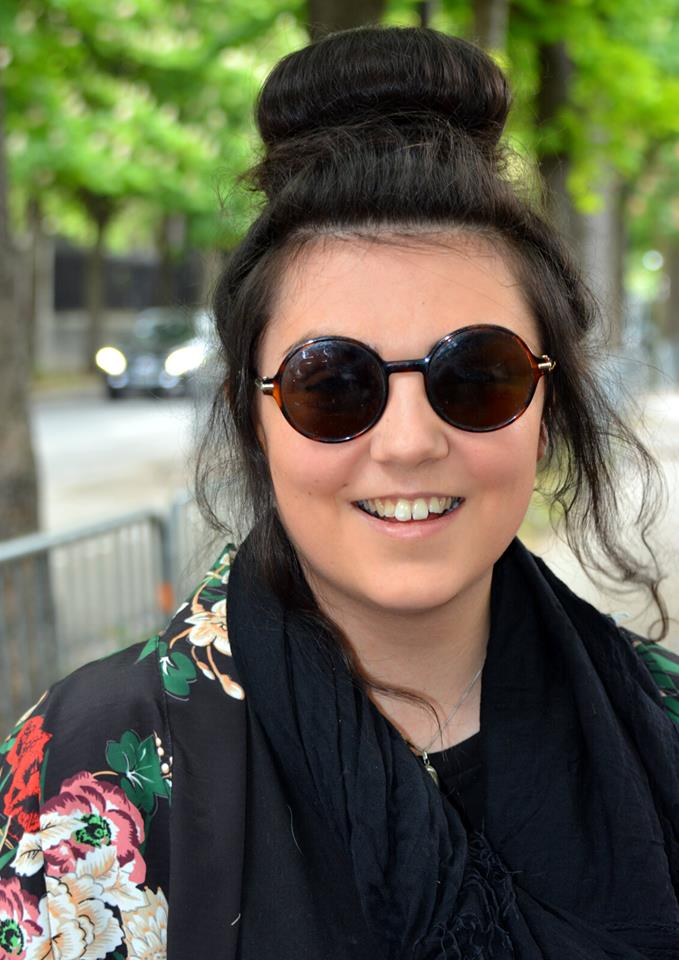
Hoshi
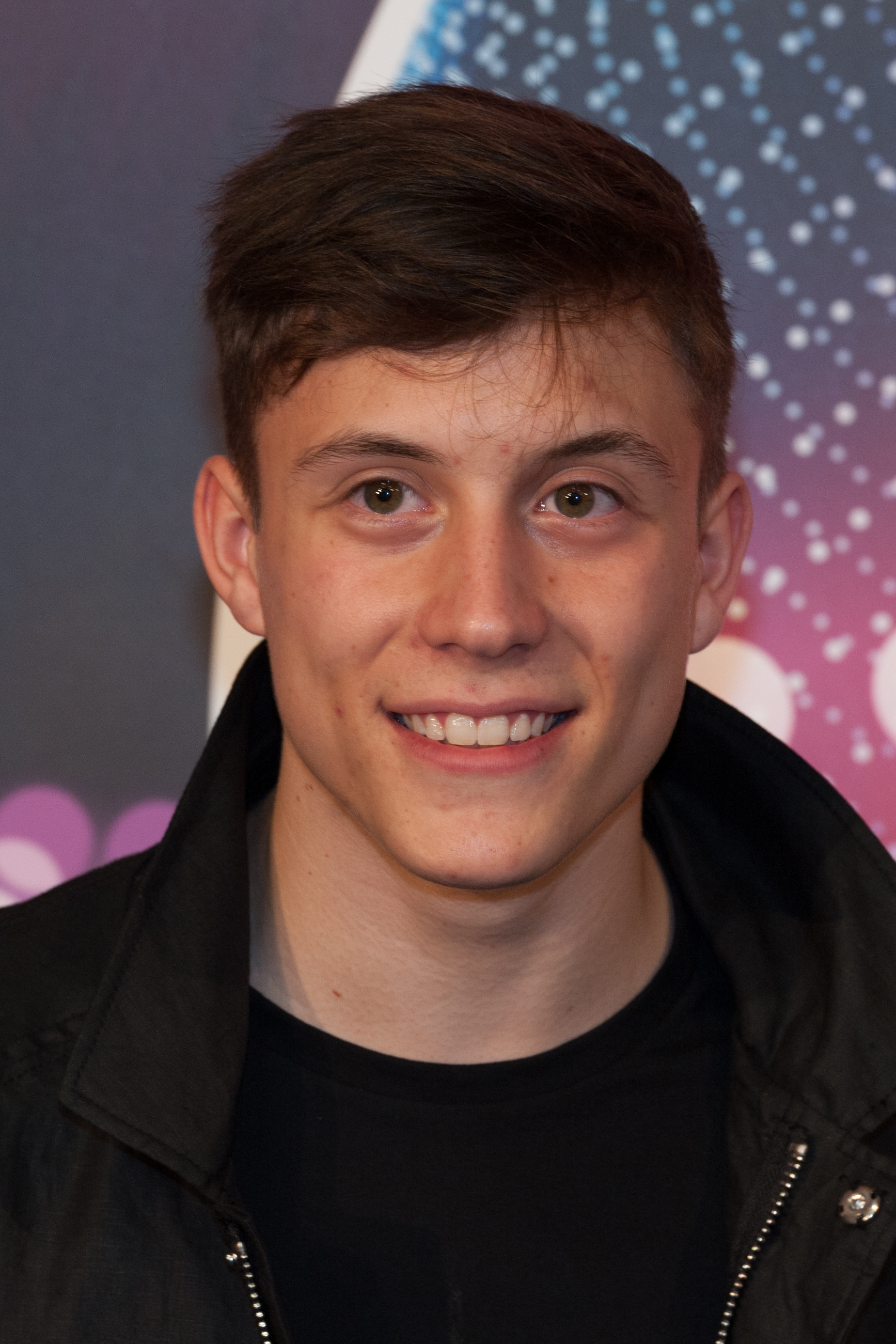
Loïc Nottet
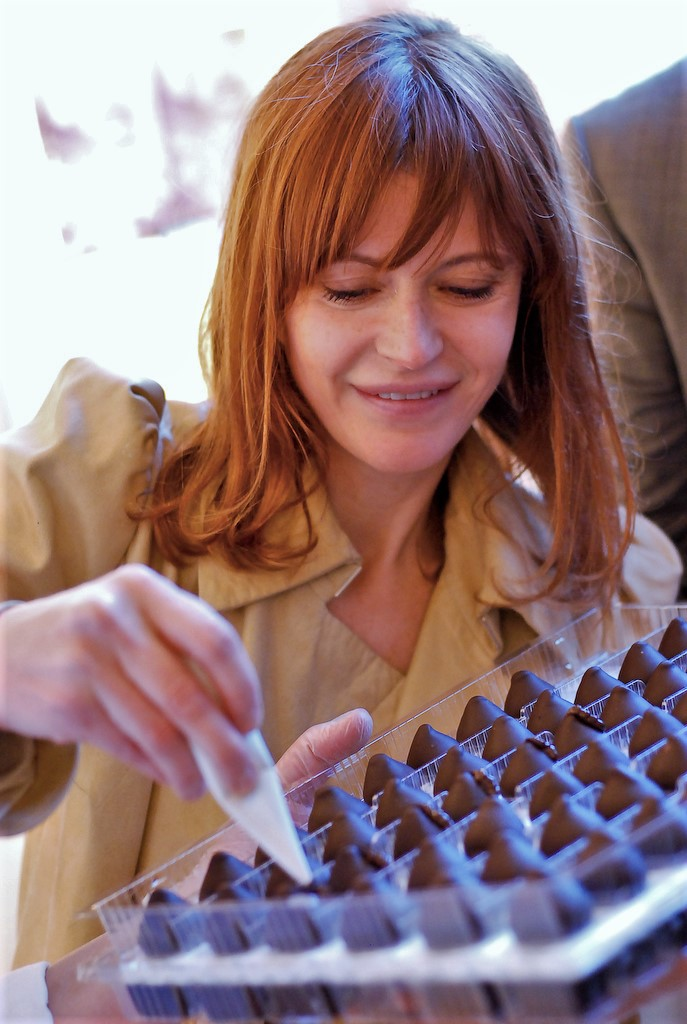
Axelle Red

### Candidats
Légende :
|                         |    | Christophe Willem | Hoshi | Loïc Nottet | Axelle Red |
| ----------------------- | -- | ----------------- | ----- | ----------- | ---------- |
| Finalistes              | 1  |                   |       |             |            |
| Eliminés lors des Lives | 2  |                   |       |             |            |
| Eliminés lors des Lives | 3  |                   |       |             |            |
| Eliminés lors des Lives | 4  |                   |       |             |            |
| Eliminés lors des Lives | 5  |                   |       |             |            |
| Eliminés lors des Lives | 6  |                   |       |             |            |
| Eliminés lors des Lives | 7  |                   |       |             |            |
| Eliminés lors des Lives | 8  |                   |       |             |            |
| Eliminés lors des Duels | 9  |                   |       |             |            |
| Eliminés lors des Duels | 10 |                   |       |             |            |
| Eliminés lors des Duels | 11 |                   |       |             |            |
| Eliminés lors des Duels | 12 |                   |       |             |            |
| Eliminés lors des Duels | 13 |                   |       |             |            |
| Eliminés lors des Duels | 14 |                   |       |             |            |
| Eliminés lors des Duels | 15 |                   |       |             |            |

NB : Les talents barrés dans l'élimination des Duels et retrouvés dans les Lives en italique sont les talents volés (même principe pour les candidats issus des Cross Battles).

## Étape 1: Les «Blind Auditions»
Les quatre coachs, installés dans des fauteuils tournants, écoutent les candidats, dos tournés à la scène. Chacun d'entre eux doit se choisir quinze candidats en écoutant seulement leur voix, s'ils sont séduits, ils devront appuyer sur leur « buzz » et c'est là que le fauteuil se retournera découvrant leur élu. Si plusieurs coachs se retournent, ce sera alors au candidat de choisir son coach. Le public présent pendant les auditions n'a pas le dos tourné à la scène et un orchestre supporte les candidats.
Cette saison voit évoluer la règle du « Block » qui est remplacée par le « Super Block ». Cette nouvelle règle permet à un coach de bloquer un confrère jusqu'au choix définitif du talent (donc encore utilisable après la prestation du talent) et non plus avant que celui-ci ne se retourne. Ils peuvent l'utiliser deux fois durant l'ensemble des Blind.
Légende applicable à toutes les sessions de « Blind Auditions » :

### Épisode 1
- Diffusion :
- Audience :

| Ordre | Candidat | Age | Chanson         | Choix des coachs et des candidats | Choix des coachs et des candidats | Choix des coachs et des candidats | Choix des coachs et des candidats |
| Ordre | Candidat | Age | Chanson         | Christophe                        | Hoshi                             | Loïc                              | Axelle                            |
| ----- | -------- | --- | --------------- | --------------------------------- | --------------------------------- | --------------------------------- | --------------------------------- |
| 1     |          |     | Titre - Artiste |                                   |                                   |                                   |                                   |
| 2     |          |     | Titre - Artiste |                                   |                                   |                                   |                                   |
| 3     |          |     | Titre - Artiste |                                   |                                   |                                   |                                   |
| 4     |          |     | Titre - Artiste |                                   |                                   |                                   |                                   |
| 5     |          |     | Titre - Artiste |                                   |                                   |                                   |                                   |
| 6     |          |     | Titre - Artiste |                                   |                                   |                                   |                                   |
| 7     |          |     | Titre - Artiste |                                   |                                   |                                   |                                   |
| 8     |          |     | Titre - Artiste |                                   |                                   |                                   |                                   |
| 9     |          |     | Titre - Artiste |                                   |                                   |                                   |                                   |
| 10    |          |     | Titre - Artiste |                                   |                                   |                                   |                                   |
| 11    |          |     | Titre - Artiste |                                   |                                   |                                   |                                   |

### Épisode 2
- Diffusion :
- Audience :

| Ordre | Candidat | Age | Chanson         | Choix des coachs et des candidats | Choix des coachs et des candidats | Choix des coachs et des candidats | Choix des coachs et des candidats |
| Ordre | Candidat | Age | Chanson         | Christophe                        | Hoshi                             | Loïc                              | Axelle                            |
| ----- | -------- | --- | --------------- | --------------------------------- | --------------------------------- | --------------------------------- | --------------------------------- |
| 1     |          |     | Titre - Artiste |                                   |                                   |                                   |                                   |
| 2     |          |     | Titre - Artiste |                                   |                                   |                                   |                                   |
| 3     |          |     | Titre - Artiste |                                   |                                   |                                   |                                   |
| 4     |          |     | Titre - Artiste |                                   |                                   |                                   |                                   |
| 5     |          |     | Titre - Artiste |                                   |                                   |                                   |                                   |
| 6     |          |     | Titre - Artiste |                                   |                                   |                                   |                                   |
| 7     |          |     | Titre - Artiste |                                   |                                   |                                   |                                   |
| 8     |          |     | Titre - Artiste |                                   |                                   |                                   |                                   |
| 9     |          |     | Titre - Artiste |                                   |                                   |                                   |                                   |
| 10    |          |     | Titre - Artiste |                                   |                                   |                                   |                                   |
| 11    |          |     | Titre - Artiste |                                   |                                   |                                   |                                   |

### Épisode 3
- Diffusion :
- Audience :

| Ordre | Candidat | Age | Chanson         | Choix des coachs et des candidats | Choix des coachs et des candidats | Choix des coachs et des candidats | Choix des coachs et des candidats |
| Ordre | Candidat | Age | Chanson         | Christophe                        | Hoshi                             | Loïc                              | Axelle                            |
| ----- | -------- | --- | --------------- | --------------------------------- | --------------------------------- | --------------------------------- | --------------------------------- |
| 1     |          |     | Titre - Artiste |                                   |                                   |                                   |                                   |
| 2     |          |     | Titre - Artiste |                                   |                                   |                                   |                                   |
| 3     |          |     | Titre - Artiste |                                   |                                   |                                   |                                   |
| 4     |          |     | Titre - Artiste |                                   |                                   |                                   |                                   |
| 5     |          |     | Titre - Artiste |                                   |                                   |                                   |                                   |
| 6     |          |     | Titre - Artiste |                                   |                                   |                                   |                                   |
| 7     |          |     | Titre - Artiste |                                   |                                   |                                   |                                   |
| 8     |          |     | Titre - Artiste |                                   |                                   |                                   |                                   |
| 9     |          |     | Titre - Artiste |                                   |                                   |                                   |                                   |
| 10    |          |     | Titre - Artiste |                                   |                                   |                                   |                                   |
| 11    |          |     | Titre - Artiste |                                   |                                   |                                   |                                   |

### Épisode 4
- Diffusion :
- Audience :

| Ordre | Candidat | Age | Chanson         | Choix des coachs et des candidats | Choix des coachs et des candidats | Choix des coachs et des candidats | Choix des coachs et des candidats |
| Ordre | Candidat | Age | Chanson         | Christophe                        | Hoshi                             | Loïc                              | Axelle                            |
| ----- | -------- | --- | --------------- | --------------------------------- | --------------------------------- | --------------------------------- | --------------------------------- |
| 1     |          |     | Titre - Artiste |                                   |                                   |                                   |                                   |
| 2     |          |     | Titre - Artiste |                                   |                                   |                                   |                                   |
| 3     |          |     | Titre - Artiste |                                   |                                   |                                   |                                   |
| 4     |          |     | Titre - Artiste |                                   |                                   |                                   |                                   |
| 5     |          |     | Titre - Artiste |                                   |                                   |                                   |                                   |
| 6     |          |     | Titre - Artiste |                                   |                                   |                                   |                                   |
| 7     |          |     | Titre - Artiste |                                   |                                   |                                   |                                   |
| 8     |          |     | Titre - Artiste |                                   |                                   |                                   |                                   |
| 9     |          |     | Titre - Artiste |                                   |                                   |                                   |                                   |
| 10    |          |     | Titre - Artiste |                                   |                                   |                                   |                                   |
| 11    |          |     | Titre - Artiste |                                   |                                   |                                   |                                   |

### Épisode 5
- Diffusion :
- Audience :

| Ordre | Candidat | Age | Chanson         | Choix des coachs et des candidats | Choix des coachs et des candidats | Choix des coachs et des candidats | Choix des coachs et des candidats |
| Ordre | Candidat | Age | Chanson         | Christophe                        | Hoshi                             | Loïc                              | Axelle                            |
| ----- | -------- | --- | --------------- | --------------------------------- | --------------------------------- | --------------------------------- | --------------------------------- |
| 1     |          |     | Titre - Artiste |                                   |                                   |                                   |                                   |
| 2     |          |     | Titre - Artiste |                                   |                                   |                                   |                                   |
| 3     |          |     | Titre - Artiste |                                   |                                   |                                   |                                   |
| 4     |          |     | Titre - Artiste |                                   |                                   |                                   |                                   |
| 5     |          |     | Titre - Artiste |                                   |                                   |                                   |                                   |
| 6     |          |     | Titre - Artiste |                                   |                                   |                                   |                                   |
| 7     |          |     | Titre - Artiste |                                   |                                   |                                   |                                   |
| 8     |          |     | Titre - Artiste |                                   |                                   |                                   |                                   |
| 9     |          |     | Titre - Artiste |                                   |                                   |                                   |                                   |
| 10    |          |     | Titre - Artiste |                                   |                                   |                                   |                                   |
| 11    |          |     | Titre - Artiste |                                   |                                   |                                   |                                   |

### Épisode 6
- Diffusion :
- Audience :

| Ordre | Candidat | Age | Chanson         | Choix des coachs et des candidats | Choix des coachs et des candidats | Choix des coachs et des candidats | Choix des coachs et des candidats |
| Ordre | Candidat | Age | Chanson         | Christophe                        | Hoshi                             | Loïc                              | Axelle                            |
| ----- | -------- | --- | --------------- | --------------------------------- | --------------------------------- | --------------------------------- | --------------------------------- |
| 1     |          |     | Titre - Artiste |                                   |                                   |                                   |                                   |
| 2     |          |     | Titre - Artiste |                                   |                                   |                                   |                                   |
| 3     |          |     | Titre - Artiste |                                   |                                   |                                   |                                   |
| 4     |          |     | Titre - Artiste |                                   |                                   |                                   |                                   |
| 5     |          |     | Titre - Artiste |                                   |                                   |                                   |                                   |
| 6     |          |     | Titre - Artiste |                                   |                                   |                                   |                                   |
| 7     |          |     | Titre - Artiste |                                   |                                   |                                   |                                   |
| 8     |          |     | Titre - Artiste |                                   |                                   |                                   |                                   |
| 9     |          |     | Titre - Artiste |                                   |                                   |                                   |                                   |
| 10    |          |     | Titre - Artiste |                                   |                                   |                                   |                                   |
| 11    |          |     | Titre - Artiste |                                   |                                   |                                   |                                   |

### Épisode 7
- Diffusion :
- Audience :

| Ordre | Candidat | Age | Chanson         | Choix des coachs et des candidats | Choix des coachs et des candidats | Choix des coachs et des candidats | Choix des coachs et des candidats |
| Ordre | Candidat | Age | Chanson         | Christophe                        | Hoshi                             | Loïc                              | Axelle                            |
| ----- | -------- | --- | --------------- | --------------------------------- | --------------------------------- | --------------------------------- | --------------------------------- |
| 1     |          |     | Titre - Artiste |                                   |                                   |                                   |                                   |
| 2     |          |     | Titre - Artiste |                                   |                                   |                                   |                                   |
| 3     |          |     | Titre - Artiste |                                   |                                   |                                   |                                   |
| 4     |          |     | Titre - Artiste |                                   |                                   |                                   |                                   |
| 5     |          |     | Titre - Artiste |                                   |                                   |                                   |                                   |
| 6     |          |     | Titre - Artiste |                                   |                                   |                                   |                                   |
| 7     |          |     | Titre - Artiste |                                   |                                   |                                   |                                   |
| 8     |          |     | Titre - Artiste |                                   |                                   |                                   |                                   |
| 9     |          |     | Titre - Artiste |                                   |                                   |                                   |                                   |
| 10    |          |     | Titre - Artiste |                                   |                                   |                                   |                                   |
| 11    |          |     | Titre - Artiste |                                   |                                   |                                   |                                   |

### Bilan des «Blind auditions» et liste des équipes pour lesDuels
Chiffres récapitulatifs :
| Coach             | Nombre de buzz | Nombre de talents | Nombre de fois où le coach s'est retourné seul | Nombre de fois où le coach a été choisi | Nombre de fois où le coach a été super-bloqué | Nombre de fois où le coach a été refusé |
| ----------------- | -------------- | ----------------- | ---------------------------------------------- | --------------------------------------- | --------------------------------------------- | --------------------------------------- |
| Christophe Willem |                |                   |                                                |                                         |                                               |                                         |
| Hoshi             |                |                   |                                                |                                         |                                               |                                         |
| Loïc Nottet       |                |                   |                                                |                                         |                                               |                                         |
| Axelle Red        |                |                   |                                                |                                         |                                               |                                         |

Équipes :
| no | Christophe Willem | Hoshi | Loïc Nottet | Axelle Red |
| -- | ----------------- | ----- | ----------- | ---------- |
| 1  |                   |       |             |            |
| 2  |                   |       |             |            |
| 3  |                   |       |             |            |
| 4  |                   |       |             |            |
| 5  |                   |       |             |            |
| 6  |                   |       |             |            |
| 7  |                   |       |             |            |
| 8  |                   |       |             |            |
| 9  |                   |       |             |            |
| 10 |                   |       |             |            |
| 11 |                   |       |             |            |
| 12 |                   |       |             |            |
| 13 |                   |       |             |            |
| 14 |                   |       |             |            |

## Étape 2: Les «Duels»
Après les Blinds Auditions, 56 talents s’affronteront lors des duels. Chaque coach, confrontera deux de ses talents sur scène et devra sélectionner le meilleur pour lui offrir un ticket pour les Lives.
Mais pour les talents non sélectionnés, rien n'est perdu grâce à la régle du « talent volé ». Chaque coach a la possibilité de sauver un talent d'une équipe adverse mais attention ce dernier à la possibilité de remplacer le talent sauvé à tout moment et surtout à l'infini. C'est donc à l'issue des 3 sessions de Duels que le talent volé sera définitivement confirmé .
Légende applicable à toutes les sessions de « Duels »

### Épisode 8
- Diffusion :
- Audience :

| Ordre | Coach | Chanson         | Talent | Talent | Choix des coachs et des candidats | Choix des coachs et des candidats | Choix des coachs et des candidats | Choix des coachs et des candidats |
| Ordre | Coach | Chanson         | Talent | Talent | Christophe                        | Hoshi                             | Loïc                              | Axelle                            |
| ----- | ----- | --------------- | ------ | ------ | --------------------------------- | --------------------------------- | --------------------------------- | --------------------------------- |
| 1     | Coach | Titre - Artiste | Talent | Talent |                                   |                                   |                                   |                                   |
| 2     | Coach | Titre - Artiste | Talent | Talent |                                   |                                   |                                   |                                   |
| 3     | Coach | Titre - Artiste | Talent | Talent |                                   |                                   |                                   |                                   |
| 4     | Coach | Titre - Artiste | Talent | Talent |                                   |                                   |                                   |                                   |
| 5     | Coach | Titre - Artiste | Talent | Talent |                                   |                                   |                                   |                                   |
| 6     | Coach | Titre - Artiste | Talent | Talent |                                   |                                   |                                   |                                   |
| 7     | Coach | Titre - Artiste | Talent | Talent |                                   |                                   |                                   |                                   |
| 8     | Coach | Titre - Artiste | Talent | Talent |                                   |                                   |                                   |                                   |
| 9     | Coach | Titre - Artiste | Talent | Talent |                                   |                                   |                                   |                                   |

### Épisode 9
- Diffusion :
- Audience :

| Ordre | Coach | Chanson         | Talent | Talent | Choix des coachs et des candidats | Choix des coachs et des candidats | Choix des coachs et des candidats | Choix des coachs et des candidats |
| Ordre | Coach | Chanson         | Talent | Talent | Christophe                        | Hoshi                             | Loïc                              | Axelle                            |
| ----- | ----- | --------------- | ------ | ------ | --------------------------------- | --------------------------------- | --------------------------------- | --------------------------------- |
| 1     | Coach | Titre - Artiste | Talent | Talent |                                   |                                   |                                   |                                   |
| 2     | Coach | Titre - Artiste | Talent | Talent |                                   |                                   |                                   |                                   |
| 3     | Coach | Titre - Artiste | Talent | Talent |                                   |                                   |                                   |                                   |
| 4     | Coach | Titre - Artiste | Talent | Talent |                                   |                                   |                                   |                                   |
| 5     | Coach | Titre - Artiste | Talent | Talent |                                   |                                   |                                   |                                   |
| 6     | Coach | Titre - Artiste | Talent | Talent |                                   |                                   |                                   |                                   |
| 7     | Coach | Titre - Artiste | Talent | Talent |                                   |                                   |                                   |                                   |
| 8     | Coach | Titre - Artiste | Talent | Talent |                                   |                                   |                                   |                                   |
| 9     | Coach | Titre - Artiste | Talent | Talent |                                   |                                   |                                   |                                   |

### Épisode 10
- Diffusion :
- Audience :

| Ordre | Coach | Chanson         | Talent | Talent | Choix des coachs et des candidats | Choix des coachs et des candidats | Choix des coachs et des candidats | Choix des coachs et des candidats |
| Ordre | Coach | Chanson         | Talent | Talent | Christophe                        | Hoshi                             | Loïc                              | Axelle                            |
| ----- | ----- | --------------- | ------ | ------ | --------------------------------- | --------------------------------- | --------------------------------- | --------------------------------- |
| 1     | Coach | Titre - Artiste | Talent | Talent |                                   |                                   |                                   |                                   |
| 2     | Coach | Titre - Artiste | Talent | Talent |                                   |                                   |                                   |                                   |
| 3     | Coach | Titre - Artiste | Talent | Talent |                                   |                                   |                                   |                                   |
| 4     | Coach | Titre - Artiste | Talent | Talent |                                   |                                   |                                   |                                   |
| 5     | Coach | Titre - Artiste | Talent | Talent |                                   |                                   |                                   |                                   |
| 6     | Coach | Titre - Artiste | Talent | Talent |                                   |                                   |                                   |                                   |
| 7     | Coach | Titre - Artiste | Talent | Talent |                                   |                                   |                                   |                                   |
| 8     | Coach | Titre - Artiste | Talent | Talent |                                   |                                   |                                   |                                   |
| 9     | Coach | Titre - Artiste | Talent | Talent |                                   |                                   |                                   |                                   |

### Bilan des équipes à l'issue desDuels
| Coachs | Coachs              | Coachs              | Coachs              | Coachs              |
| no     | Christophe Willem   | Hoshi               | Loïc Nottet         | Axelle Red          |
| ------ | ------------------- | ------------------- | ------------------- | ------------------- |
| 1      |                     |                     |                     |                     |
| 2      |                     |                     |                     |                     |
| 3      |                     |                     |                     |                     |
| 4      |                     |                     |                     |                     |
| 5      |                     |                     |                     |                     |
| 6      |                     |                     |                     |                     |
| 7      |                     |                     |                     |                     |
| 8      | Talent volé (coach) | Talent volé (coach) | Talent volé (coach) | Talent volé (coach) |

## Étape 3: Les «Lives»
Après l'étape des Duels, 32 talents se sont qualifiés pour l'étape palpitante des Lives. Durant six semaines, les talents vont performer en direct pour convaincre le public et leur coach de les sauver, et ainsi, d'accéder au live suivant. À la fin, un seul talent sera sacré grand gagnant de cette onzième saison.
Légende applicable pour les Lives 1 à 4 :

### Épisode 11
- Diffusion :
- Audience :
- Invité(s) :
- Règles : premier live de la saison. Sur scène, les talents de toutes les équipes. Lors de ce premier direct, Christophe Willem, Hoshi, Axelle Red et Loïc Nottet présentent chacun quatre talents. Les quatre talents de chaque équipe passent chacun leur tour. Les votes sont ouverts uniquement le temps du passage de l'équipe. Le public offre au meilleur talent de chaque équipe une place assurée pour le Live 3. Le sort des 3 autres talents sera remis entre les mains de leur coach. Le meilleur restera et les deux autres sont définitivement éliminés.

| Ordre | Talent | Équipe | Chanson         |
| ----- | ------ | ------ | --------------- |
| 1     | Talent | Coach  | Titre - Artiste |
| 2     | Talent | Coach  | Titre - Artiste |
| 3     | Talent | Coach  | Titre - Artiste |
| 4     | Talent | Coach  | Titre - Artiste |
|       |        |        |                 |
| 5     | Talent | Coach  | Titre - Artiste |
| 6     | Talent | Coach  | Titre - Artiste |
| 7     | Talent | Coach  | Titre - Artiste |
| 8     | Talent | Coach  | Titre - Artiste |
|       |        |        |                 |
| 9     | Talent | Coach  | Titre - Artiste |
| 10    | Talent | Coach  | Titre - Artiste |
| 11    | Talent | Coach  | Titre - Artiste |
| 12    | Talent | Coach  | Titre - Artiste |
|       |        |        |                 |
| 13    | Talent | Coach  | Titre - Artiste |
| 14    | Talent | Coach  | Titre - Artiste |
| 15    | Talent | Coach  | Titre - Artiste |
| 16    | Talent | Coach  | Titre - Artiste |

| Équipe            | Sauvé par le public | Sauvé par son coach | Talents éliminés |
| ----------------- | ------------------- | ------------------- | ---------------- |
| Christophe Willem |                     |                     |                  |
|                   |                     |                     |                  |
| Hoshi             |                     |                     |                  |
|                   |                     |                     |                  |
| Axelle Red        |                     |                     |                  |
|                   |                     |                     |                  |
| Loïc Nottet       |                     |                     |                  |
|                   |                     |                     |                  |

### Épisode 12
- Diffusion :
- Audience :
- Invité(s) :
- Règles : Sur scène, la deuxième salve de talents des équipes. Lors de ce second direct, Christophe Willem, Hoshi, Axelle Red et Loïc Nottetprésentent chacun quatre talents. Les quatre talents de chaque équipe passent chacun leur tour. Les votes sont ouverts uniquement le temps du passage de l'équipe. Le public offre au meilleur talent de chaque équipe une place assurée pour le Live 3. Le sort des 3 autres talents sera remis entre les mains de leur coach. Le meilleur restera et les deux autres sont définitivement éliminés.

| Ordre | Talent | Équipe | Chanson         |
| ----- | ------ | ------ | --------------- |
| 1     | Talent | Coach  | Titre - Artiste |
| 2     | Talent | Coach  | Titre - Artiste |
| 3     | Talent | Coach  | Titre - Artiste |
| 4     | Talent | Coach  | Titre - Artiste |
|       |        |        |                 |
| 5     | Talent | Coach  | Titre - Artiste |
| 6     | Talent | Coach  | Titre - Artiste |
| 7     | Talent | Coach  | Titre - Artiste |
| 8     | Talent | Coach  | Titre - Artiste |
|       |        |        |                 |
| 9     | Talent | Coach  | Titre - Artiste |
| 10    | Talent | Coach  | Titre - Artiste |
| 11    | Talent | Coach  | Titre - Artiste |
| 12    | Talent | Coach  | Titre - Artiste |
|       |        |        |                 |
| 13    | Talent | Coach  | Titre - Artiste |
| 14    | Talent | Coach  | Titre - Artiste |
| 15    | Talent | Coach  | Titre - Artiste |
| 16    | Talent | Coach  | Titre - Artiste |

| Équipe            | Sauvé par le public | Sauvé par son coach | Talents éliminés |
| ----------------- | ------------------- | ------------------- | ---------------- |
| Christophe Willem |                     |                     |                  |
|                   |                     |                     |                  |
| Hoshi             |                     |                     |                  |
|                   |                     |                     |                  |
| Axelle Red        |                     |                     |                  |
|                   |                     |                     |                  |
| Loïc Nottet       |                     |                     |                  |
|                   |                     |                     |                  |

### Épisode 13
- Diffusion :
- Audience :
- Invité(s) :
- Règles : Les seize talents (quatre dans chaque équipe) qui se sont qualifiés lors des deux premiers directs se produisent une nouvelle fois pour espérer obtenir une place pour les quarts de finale. Dans chaque équipe, les talents passent chacun leur tour. En parallèle des prestations des talents d'une équipe, le public est appelé à voter. Il ne peut seulement voter pour son (ou ses) favori(s) que le temps du passage du groupe. Le public offre aux deux meilleurs talents de chaque équipe une place assurée pour le Live 4. Le sort des deux autres talents est remis entre les mains de leur coach. Le meilleur reste et le dernier talent est définitivement éliminé de la compétition.

| Ordre | Talent | Équipe | Chanson         |
| ----- | ------ | ------ | --------------- |
| 1     | Talent | Coach  | Titre - Artiste |
| 2     | Talent | Coach  | Titre - Artiste |
| 3     | Talent | Coach  | Titre - Artiste |
| 4     | Talent | Coach  | Titre - Artiste |
|       |        |        |                 |
| 5     | Talent | Coach  | Titre - Artiste |
| 6     | Talent | Coach  | Titre - Artiste |
| 7     | Talent | Coach  | Titre - Artiste |
| 8     | Talent | Coach  | Titre - Artiste |
|       |        |        |                 |
| 9     | Talent | Coach  | Titre - Artiste |
| 10    | Talent | Coach  | Titre - Artiste |
| 11    | Talent | Coach  | Titre - Artiste |
| 12    | Talent | Coach  | Titre - Artiste |
|       |        |        |                 |
| 13    | Talent | Coach  | Titre - Artiste |
| 14    | Talent | Coach  | Titre - Artiste |
| 15    | Talent | Coach  | Titre - Artiste |
| 16    | Talent | Coach  | Titre - Artiste |

| Équipe            | Sauvé par le public | Sauvé par son coach | Talent éliminé |
| ----------------- | ------------------- | ------------------- | -------------- |
| Christophe Willem |                     |                     |                |
|                   |                     |                     |                |
| Hoshi             |                     |                     |                |
|                   |                     |                     |                |
| Loïc Nottet       |                     |                     |                |
|                   |                     |                     |                |
| Axelle Red        |                     |                     |                |
|                   |                     |                     |                |

### Épisode 14: Les «Cross Battles»
- Diffusion :
- Audience :
- Invité(s) :
- Règles : Lors de cette nouvelle épreuve, chaque coach choisit un talent et défie un de ses collègues. Chaque talent présente une chanson préparée. Le public est appelé à voter pour qualifier son favori pour la demi-finale. Mais attention, si un coach se retrouve sans talent à la fin de cette émission, il aura la possibilité de sauver un talent.

Légende applicable à l'épreuve :
| Ordre | Coachs défiés | Talent | Chanson         |
| ----- | ------------- | ------ | --------------- |
| 1     | Coach         | Talent | Titre - Artiste |
| 1     | Coach         | Talent | Titre - Artiste |
|       |               |        |                 |
| 2     | Coach         | Talent | Titre - Artiste |
| 2     | Coach         | Talent | Titre - Artiste |
| 3     | Coach         | Talent | Titre - Artiste |
| 3     | Coach         | Talent | Titre - Artiste |
|       |               |        |                 |
| 4     | Coach         | Talent | Titre - Artiste |
| 4     | Coach         | Talent | Titre - Artiste |
| 5     | Coach         | Talent | Titre - Artiste |
| 5     | Coach         | Talent | Titre - Artiste |
|       |               |        |                 |
| 6     | Coach         | Talent | Titre - Artiste |
| 6     | Coach         | Talent | Titre - Artiste |

| Équipe            | Qualifié(s) par le public | Talents éliminés |
| ----------------- | ------------------------- | ---------------- |
| Christophe Willem |                           |                  |
|                   |                           |                  |
|                   |                           |                  |
| Hoshi             |                           |                  |
|                   |                           |                  |
|                   |                           |                  |
| Loïc Nottet       |                           |                  |
|                   |                           |                  |
|                   |                           |                  |
| Axelle Red        |                           |                  |
|                   |                           |                  |

### Épisode 15: demi-finale
- Diffusion :
- Audience :
- Invité(s) :
- Règles :  Le public est le seul à décider à 100 % des talents qu'il veut sauver à partir de ce live.

- Légende

| Ordre | Talent | Équipe | Chanson         |
| ----- | ------ | ------ | --------------- |
| 1     | Talent | Coach  | Titre - Artiste |
| 2     | Talent | Coach  | Titre - Artiste |
| 3     | Talent | Coach  | Titre - Artiste |
| 4     | Talent | Coach  | Titre - Artiste |
| 5     | Talent | Coach  | Titre - Artiste |
| 6     | Talent | Coach  | Titre - Artiste |

Tableau des résultats : 
| Équipe            | Talent finaliste | Talent exclu |
| ----------------- | ---------------- | ------------ |
| Christophe Willem |                  |              |
| Hoshi             |                  |              |
| Loïc Nottet       |                  |              |
| Axelle Red        |                  |              |

### Épisode 16: finale
- Diffusion :
- Audience :
- Invité(s) :
- Règles :  à ce stade, il ne reste plus qu'un talent par coach. Chaque candidat interprétera cette fois deux titres: un duo avec l'un des invités et une nouvelle « cover ». Les talents seront départagés par le vote des téléspectateurs. À la suite des premières chansons, deux candidats seront éliminés définitivement de la compétition. Alors, les deux restants réinterpréterons leur meilleure prestation de la saison, avant de déterminer le gagnant, toujours par le vote des téléspectateurs.
- Légende

#### 1reétape
| Ordre | Talent | Équipe | Chanson         | En duo avec | Résultat du public |
| ----- | ------ | ------ | --------------- | ----------- | ------------------ |
| 1     | Talent | Coach  | Titre - Artiste |             |                    |
|       | Talent | Coach  | Titre - Artiste |             |                    |
|       |        |        |                 |             |                    |
| 2     | Talent | Coach  | Titre - Artiste |             |                    |
|       | Talent | Coach  | Titre - Artiste |             |                    |
|       |        |        |                 |             |                    |
| 3     | Talent | Coach  | Titre - Artiste |             |                    |
|       | Talent | Coach  | Titre - Artiste |             |                    |
|       |        |        |                 |             |                    |
| 4     | Talent | Coach  | Titre - Artiste |             |                    |
|       | Talent | Coach  | Titre - Artiste |             |                    |

#### 2eétape
| Ordre | Talent | Équipe | Chanson         | Classement final |                 |  |
| ----- | ------ | ------ | --------------- | ---------------- | --------------- |  |
| 1     | Talent | Coach  | Titre - Artiste |                  |                 |  |
| 2     | Talent | Coach  | Talent          | Coach            | Titre - Artiste |  |

#### Liste des chansons des invités
| Ordre | Chanteur | Chanson         |
| ----- | -------- | --------------- |
| 1     |          | Titre - Artiste |
| 2     |          | Titre - Artiste |

## Audiences
| Type                 | Date de diffusion | Téléspectateurs | Parts de marché à J+7 | Classement des audiences de la soirée | Sources |
| -------------------- | ----------------- | --------------- | --------------------- | ------------------------------------- | ------- |
| Blind Auditions      |                   |                 |                       |                                       |         |
|                      |                   |                 |                       |                                       |         |
|                      |                   |                 |                       |                                       |         |
|                      |                   |                 |                       |                                       |         |
|                      |                   |                 |                       |                                       |         |
|                      |                   |                 |                       |                                       |         |
|                      |                   |                 |                       |                                       |         |
| Duels                |                   |                 |                       |                                       |         |
|                      |                   |                 |                       |                                       |         |
|                      |                   |                 |                       |                                       |         |
| Lives                |                   |                 |                       |                                       |         |
|                      |                   |                 |                       |                                       |         |
|                      |                   |                 |                       |                                       |         |
|                      |                   |                 |                       |                                       |         |
|                      |                   |                 |                       |                                       |         |
|                      |                   |                 |                       |                                       |         |
| Moyenne de la saison |                   |                 |                       |                                       |         |

Graphique représentatif des audiences TV au fil des épisodes (en nombre de téléspectateurs)